# Grand Prix des Amériques 1988
La 1re édition du Grand Prix des Amériques a lieu le 7 août 1988 à Montréal au Canada. 
La victoire revient au local Steve Bauer devant Massimo Ghirotto et Gilles Delion.

## Classement final
| Pos. | Cycliste           | Équipe                 | Temps |
| ---- | ------------------ | ---------------------- | ----- |
| 1    | Steve Bauer        | Weinmann-La Suisse-SMM |       |
| 2    | Massimo Ghirotto   | Carrera Jeans-Vagabond |       |
| 3    | Gilles Delion      | Weinmann-La Suisse-SMM |       |
| 4    | Martial Gayant     | Toshiba-Look           |       |
| 5    | Yvon Madiot        | Toshiba-Look           |       |
| 6    | Doug Shapiro       | 7-Eleven               |       |
| 7    | Marc Madiot        | Toshiba-Look           |       |
| 8    | Mike Engleman      | Schwinn-Wheaties       |       |
| 9    | Gerhard Zadrobilek | Weinmann-La Suisse-SMM |       |
| 10   | Laurent Madouas    |                        |       |